# Владо Маленко
Владо Маленко (на македонска литературна норма: Владо Маленко) е виден археолог от Република Македония, дългогодишен изследовател на археологическото наследство на Охрид.

## Биография
Маленко е роден в Охрид, Кралство Югославия, на 1 септември 1938 година. Принадлежи към рода Маленкови. В 1958 година завършва гимназия в Кичево. Завършва археология във Философския факултет на Белградския университет в 1965 година и от тази година до пенсионирането си на 17 септември 2003 година работи в Института за защита на паметниците на културата – Охрид. В 1978 година получава званието висш консерватор – археолог. От 1986 до 1990 година е директор на Института за защита на паметниците и Народен музей.
Маленко води разкопките на Плаошник, на Античния театър, на Дебойския некропол, на Радолищката базилика, на базиликата „Свети Еразъм“, в Стоби и други. Автор е на много научни публикации.
Умира на 20 октомври 2013 година в Охрид.